# دايفيد هيويت
دايفيد هيويت (بالإنجليزية: David Hewitt)‏ هو لاعب اتحاد الرغبي بريطاني، ولد في 9 سبتمبر 1939 في بلفاست في المملكة المتحدة.